# Sallanches
Sallanches ist eine französische Gemeinde im Département Haute-Savoie in der Region Auvergne-Rhône-Alpes. Sie ist Hauptort des Kantons Sallanches im Arrondissement Bonneville.

## Geographie
Sallanches liegt auf 551 m, südlich von Cluses, etwa 50 Kilometer südöstlich der Stadt Genf (Luftlinie). Die Stadt erstreckt sich an aussichtsreicher Lage mit Blick auf den Mont Blanc auf dem Schwemmkegel des Baches Sallanches am westlichen Rand des Arvetals, zwischen den Berggipfeln der Pointe Percée im Westen und der Tête du Colonney im Osten.
Die Fläche des 65,87 km² großen Gemeindegebiets umfasst einen Abschnitt des oberen Arvetals. Das Gebiet wird von Süden nach Norden von der Arve in einem von den eiszeitlichen Gletschern herausmodellierten Trogtal durchflossen. Der flache Talboden weist eine Breite von rund 2 km auf. Nach Osten reicht das Gemeindeareal über einen von zahlreichen Felsbändern durchzogenen Steilhang bis auf die schroffen Kalkgipfel der Aiguille de Varan (2640 m) und der Tête du Colonney (2690 m).
Westlich des Arvetals erstreckt sich der Gemeindeboden über ausgedehnte Alpweiden bis auf die Gipfel der Pointe d’Areu (2478 m), Pointe Percée (mit 2752 m die höchste Erhebung von Sallanches) und Mont Charvet (2539 m), die alle zur Chaîne des Aravis gehören. Hier entspringt auch der Bergbach Sallanches, der unterhalb der Stadt in die Arve mündet. Ein schmaler Zipfel des Gemeindegebietes reicht nach Südwesten in das Seitental des Torrent de la Croix bis auf den breiten Höhenrücken von Croix des Salles westlich von Megève.
Zu Sallanches gehören neben dem eigentlichen Stadtkern auch zahlreiche Dörfer, Siedlungen und Weiler sowie Gehöfte, darunter:
- Les Vorziers (530 m) im Arvetal
- Blancheville (575 m) im Arvetal
- Luzier (550 m) am östlichen Talrand der Arve
- Saint-Martin-sur-Arve (540 m) am östlichen Ufer der Arve
- Reninge (590 m) auf dem Schuttkegel eines Bergbachs am östlichen Talrand der Arve
- Le Crêt (610 m) am westlichen Talhang der Arve
- La Provence (650 m) am westlichen Talhang der Arve
- Outredière (870 m) am westlichen Talhang der Arve
- Les Houches (940 m) am westlichen Talhang der Arve
- Les Murets (850 m) am westlichen Talhang der Arve
- Mernex (820 m) am westlichen Talhang der Arve
- Biolley (850 m) auf einem Geländevorsprung zwischen der Arve und dem Sallanches

Nachbargemeinden von Sallanches sind Magland im Norden, Passy und Domancy im Osten, Combloux, Megève, La Giettaz und Cordon im Süden sowie La Clusaz, Le Grand-Bornand und Le Reposoir im Westen.

## Geschichte
Durch Ausgrabungen im Bereich der Kirche wurden Überreste einer frühchristlichen Siedlung zutage gefördert, die vermutlich im 5. und 6. Jahrhundert bewohnt war. Der lateinische Name der Ortschaft lautete Salancia Sabaudiorum. Im 13. Jahrhundert, als Sallanches gewisse Freiheitsrechte zugesprochen erhielt, entwickelte sich der Ort zum wirtschaftlichen und religiösen Zentrum des oberen Arvetals. Im Mittelalter gehörte Sallanches zur Herrschaft Faucigny. Als Teil der Dauphiné gelangte der Ort 1349 an Frankreich, wurde aber im Vertrag von Paris 1355 in einem Länderabtausch an die Grafen von Savoyen abgegeben. Danach teilte Sallanches das Schicksal Savoyens. Zu Beginn des 17. Jahrhunderts wurden im Ort ein Kapuziner- und ein Ursulinerinnenkloster gegründet, die bis zur Französischen Revolution Bestand hatten.
Im Lauf des 19. Jahrhunderts entwickelte sich Sallanches zu einer Industriegemeinde. Ein Großbrand zerstörte im Jahr 1840 fast alle Häuser. In der Folgezeit wurde Sallanches im Schachbrettmuster komplett neu aufgebaut. 1977 wurde die östlich der Arve gelegene Ortschaft Saint-Martin-sur-Arve nach Sallanches eingemeindet.

## Sehenswürdigkeiten

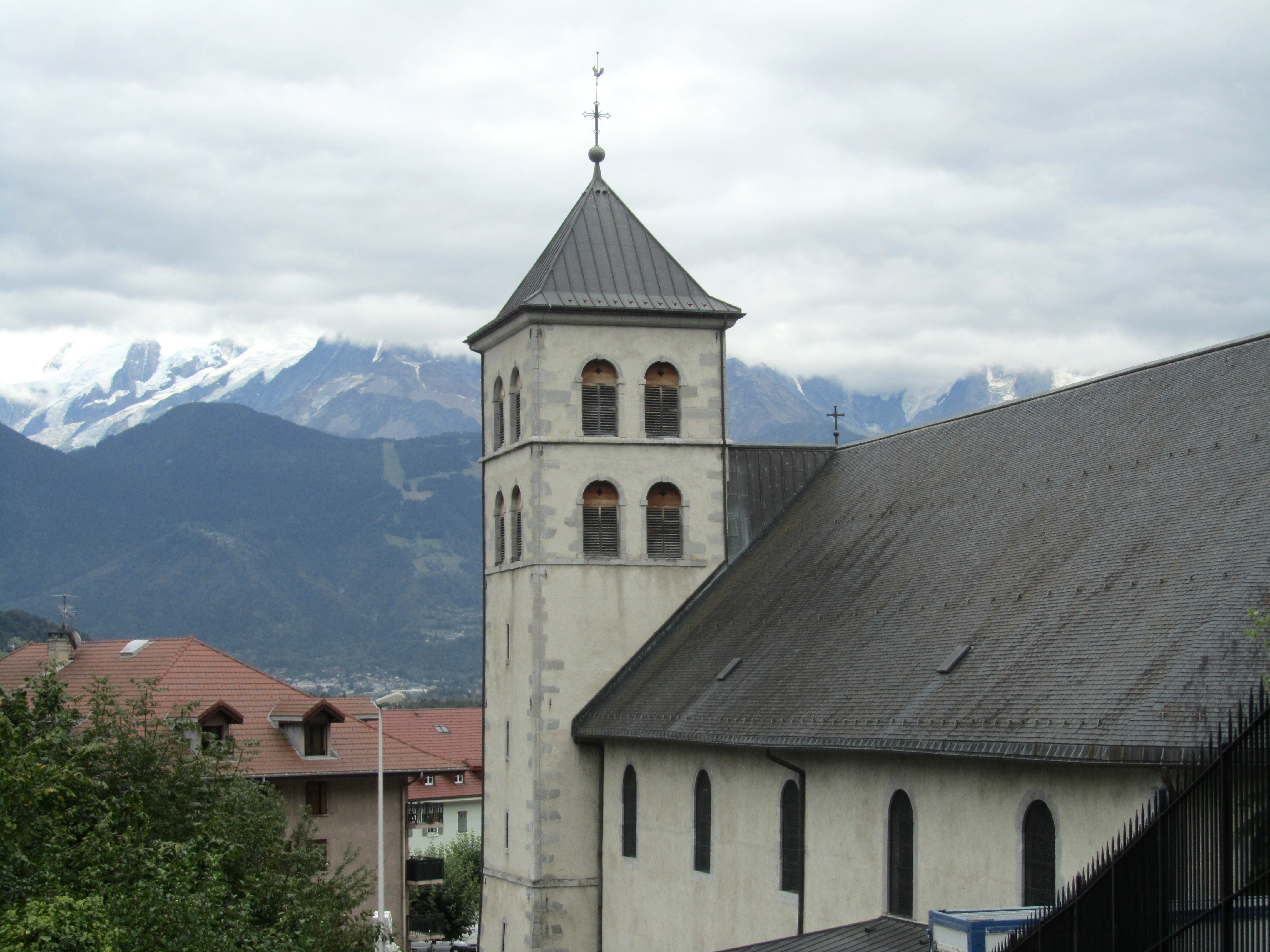
Stiftskirche Saint-Jacques

Die Stiftskirche Saint-Jacques wurde 1688 erbaut und im 19. Jahrhundert umgestaltet. In Saint-Martin-sur-Arve steht eine barocke Kirche, die 1681 errichtet wurde. Fast jeder zu Sallanches gehörende Weiler besitzt eine Kapelle, überwiegend aus der Zeit vom 17. bis zum 19. Jahrhundert.
Das Rathaus (Hôtel de Ville) wurde 1846 im Stil des Neoklassizismus erbaut. Es ist mit Wandmalereien geschmückt und besitzt eine reiche Innenausstattung (Mobiliar) aus dem 16. und 17. Jahrhundert. Im Château des Rubins aus dem 17. Jahrhundert befindet sich ein Museum (Centre d’Initiation à la Nature montagnarde), das dem Besucher das Ökosystem der Bergwelt näher bringt. Zu den weiteren Herrschaftssitzen zählen das Château Brêche (ursprünglich aus dem 13. Jahrhundert, später umgestaltet) und das Maison forte de Disonche (16. Jahrhundert). Die Tour de la Frasse mit oktogonalem Dach stammt aus dem 17. Jahrhundert.
Die Bäche von Sallanches und Saint-Martin-sur-Arve werden von verschiedenen alten Steinbrücken überquert.

## Bevölkerung
Mit 17.041 Einwohnern (1. Januar 2022) gehört Sallanches zu den großen Gemeinden des Départements Haute-Savoie. Im Verlauf des 20. Jahrhunderts nahm die Einwohnerzahl kontinuierlich zu. Außerhalb des alten Ortskerns und an den Hängen wurden zahlreiche Einfamilienhäuser gebaut, und im Tal entwickelten sich Gewerbe- und Industriezonen.
| Jahr                       | 1962  | 1968  | 1975  | 1982   | 1990   | 1999   | 2006   | 2018   | 2020   |
| Einwohner                  | 6.443 | 7.248 | 9.026 | 10.296 | 12.767 | 14.383 | 15.469 | 16.508 | 16.986 |
| Quellen: Cassini und INSEE |       |       |       |        |        |        |        |        |        |

## Wirtschaft und Infrastruktur
Sallanches war schon früh eine durch die Industrie geprägte Gemeinde. Heute gibt es in der Gemeinde zahlreiche Unternehmen, deren Größe vom Kleinbetrieb bis zum Großkonzern reicht. In der Talebene nördlich und östlich des Ortskerns entstand im Lauf des 20. Jahrhunderts eine große Gewerbe- und Industriezone. Hier ließen sich Unternehmen des Bau- und Transportgewerbes sowie Zulieferbetriebe für die Uhrenindustrie (Décolletage) nieder. Von Bedeutung ist auch die Herstellung von Sommer- und Wintersportartikeln, insbesondere von Skis.
Die Ortschaft ist verkehrsmäßig sehr gut erschlossen. Sie liegt an der Hauptstraße N205, die von Annemasse via Cluses nach Chamonix führt. Bei Sallanches zweigt die Hauptstraße N212 über die Passhöhe von Megève nach Albertville ab. Weitere Straßenverbindungen bestehen mit Cordon und Passy. Der nächste Anschluss an die Autobahn A40 befindet sich in einer Entfernung von rund drei km. Ferner ist Sallanches seit 1889 durch die durch das Arvetal führende Bahnstrecke La Roche-sur-Foron–Saint-Gervais erschlossen.

## Städtepartnerschaft
Seit 1970 pflegt Sallanches eine Städtepartnerschaft mit Spaichingen in Baden-Württemberg.

## Persönlichkeiten
- François Bussini (1936–2018), römisch-katholischer Bischof von Amiens
- Martine Magnaridès (* 1936), französisch-schweizerische Schriftstellerin und Übersetzerin
- François Ponchaud (1939–2025), Priester der Société des Missions Étrangères de Paris (MEP), Autor und Kambodscha-Kenner
- Bernard Tissier de Mallerais (1945–2024), Bischof der Priesterbruderschaft St. Pius X.
- Patricia Emonet (* 1956), Skirennläuferin
- Arnaud Burille (* 1988), Freestyle-Skier
- Nicolas Raffort (* 1991), Skirennläufer
- Loris Baz (* 1993), Motorradrennfahrer
- Clara Direz (* 1995), Skirennläuferin
- Thomas Roch Dupland (* 1996), Skispringer
- Anouck Errard (* 1999), Skirennläuferin
- Merlin Surget (* 1999), Snowboarder
- César Beauvais (* 2000), Biathlet
- Paula Botet (* 2000), Biathletin